# Мицо Хаджитраев
Димитър (Мицо) Хаджитраев (Куситраев), е български революционер, подвойвода на Вътрешната македоно-одринска революционна организация.

## Биография
Мицо Хаджитраев е роден през 1867 година в град Енидже Вардар, днес в Гърция. Присъединява към ВМОРО заедно с брат си Гоцо Хаджитраев, който загива като четник. По време на Илинденското въстание Мицо Хаджитраев е четник в ениджевардарската чета, а след него е назначен от Апостол войвода за ръководител на четническата база в Ениджевардарското езеро. Води редица сражения с гръцки андарти и турски жандарми, а след Младотурската революция се легализира. През 1924 година се преселва в България и се установява в Несебър, където и умира..